# Branda
Branda é uma pastagem a grande altitude, geralmente em terreno pouco inclinado e próximo de um curso de água, e para onde é levado o gado durante as estações quentes.